# 豐田汽車富山 G廣場五福前（五福末廣町）停留場
豐田汽車富山 G廣場五福前（五福末廣町）停留場（日语：／ Toyota-Mobiriti-Toyama Ji-Sukuea-Gofuku-mae Gofukusuehirochō teiryūjō */?）是位於富山縣富山市五福末廣町，富山地方鐵道富山軌道線的電車站。車站編號為C21。
電車站位於富山縣道44號富山高岡線上的共用軌道。電車站位於神通川西岸。當列車途經富山大橋越過神通川後，便到達安野屋。
此條目也記載了於1980年（昭和55年）4月1日廢站的新富山站（日语：／）。

## 歷史
此電車站位於富山大橋西岸。在電車站啟用當初名為富山大橋西詰停留場。後來在1926年（大正15年），越中電氣軌道（後來為射水線）延伸至該處，開設聯隊橋站。使乘客可在該處轉乘市電。聯隊橋站在1934年（昭和9年）改名為新富山站，富山大橋西詰停留場改名為新富山站前停留場。新富山站前停留場與射水線新富山站之也建設了聯絡線，使可進行直通運輸。當中聯絡線中間由於高低差的關係，該聯絡線有一段急斜路段。
在1980年（昭和55年），射水線廢線，新富山站也廢止。電車站也刪除「站前」兩字，改名為新富山停留場。當時有計劃建設速星線，從新富山站作為起點。而子公司加越能鐵道也計劃於新富山站建設加越能高速鐵道。
在2006年（平成18年）11月，富山縣道44號富山高岡線越過神通川的舊・富山大橋由於老化，因此重建一座四線道的新橋。同時也把路軌雙線化。在2012年（平成24年）3月24日，新富山大橋開通。同時電車站增設上蓋與向富山大學前一方遷移120米。新位置鄰接五福路口東邊。

### 在2010年代以後的車站名稱改名
在2015年（平成27年）2月2日，富山地方鐵道和富山市發表在同年3月14日，電車站名稱從新富山停留場改為「富山TOYOPET本社前（五福末廣町）停留場」。
在改名後，電車站的平假名數目達到24個字，成為日本最長車站名稱。在2020年（令和2年）3月20日，京福電氣鐵道北野線把等持院站改名為等持院·立命館大學衣笠校區前站後，車站名稱讀法的平假名數目達到26個字，取代此站成為日本第一。
後來隨著富山Toyopet合併更名為豐田汽車富山并将總部迁走，電車站名稱在2021年（令和3年）1月1日改名為「豐田汽車富山 G廣場五福前（五福末廣町）停留場」。電車站改名後，車站名稱讀法的平假名數目達到32個字，約8個月重回「日本最長站名（讀音）」的名義。寫法也有26個字（不計算「山」與「G」之間的空格的話有25個字），超越上述提及的等持院·立命館大學衣笠校區前站，舞濱度假區線迪士尼度假區線的東京迪士尼樂園站和度假區總站，同時成為日本最長站名（寫法數目）。

### 年表
- 1916年（大正5年）11月22日 - 富山電氣軌道富山大橋西詰停留場啟用[10]。
- 1920年（大正9年）7月1日 - 轉讓至富山市，成為富山市營軌道的電車站[11]。
- 1926年（大正15年）7月21日 - 越中電氣軌道 聯隊橋至富山北口之間開通，聯隊橋站（日语：／）啟用。
- 1927年（昭和2年）2月23日 - 越中電氣軌道改名為越中鐵道。
- 1934年（昭和9年）9月7日 - 越中鐵道 聯隊橋站改名為新富山站。
- 日期不詳 - 富山市營軌道 富山大橋西詰停留場改名為新富山站前停留場。
- 1943年（昭和18年）1月1日 - 公司合併後。兩座車站成為富山地方鐵道的（電）車站。越中鐵道成為射水線，富山市營軌道成為了富山市內線（吳羽線）。
- 1945年（昭和20年）8月2日 - 發生富山大空襲（日语：富山大空襲），使電車站暫停使用[12]。射水線新富山站車站大樓被燒毀，在1個月後重開[13]。
- 1946年（昭和21年）5月15日 - 富山市內線支線、吳羽線（西町至新富山站前之間）重開[14]。
- 1947年（昭和22年）7月25日 - 射水線新富山站車站大樓重建[15]。
- 1950年（昭和25年）12月31日 - 射水線開始從新富山站前駛入至旅籠町至西町之間[16]。
- 1961年（昭和36年）
  - 7月18日 - 射水線不再駛入電車線軌道[16]。
  - 9月 - 射水線車站大樓完成[17]。
- 1969年（昭和44年）7月2日 - 由於發生豪雨，使部分富山大橋（日语：富山大橋）倒塌，安野屋至新富山站之前間暫停服務[18]。
- 1970年（昭和45年）6月25日 - 富山大橋修復完成，安野屋至新富山站前之間重開[18]。
- 1977年（昭和52年）8月31日 - 射水線再次從新富山站前駛入至富山站前[19]。
- 1980年（昭和55年）4月1日 - 射水線新富山站至新港東口站之間廢止[20]。市內線 新富山站前停留場改名為新富山停留場[12]。
- 1986年（昭和61年）8月21日 - 射水線車站大樓開始拆毀撒走，並在9月10日完成[21]。
- 2012年（平成24年）3月24日 - 電車站向大學前遷移約120米，遷移至鄰近五福交差点東詰一方。
- 2015年（平成27年）3月14日 - 電車站名稱改為富山TOYOPET本社前（五福末廣町）停留場[1][22]。
- 2021年（令和3年）1月1日 - 電車站名稱改為豐田汽車富山 G廣場五福前（五福末廣町）停留場[8]。

## 電車站構造
電車站是地面車站，建造在共用行車道上，設有2面2線的相對式月台。月台設有上蓋。在遷移前，此電車站設有2面1線的相對式月台，在路軌兩側設有月台。當時沒有上蓋。另外電車站靠近大學前一方100米處設有鵯島號誌站，隨著電車線雙線化而廢止。

### 射水線新富山站
市內線月台位於北邊。當時設有2層高的鋼筋混凝土製車站大樓。月台為1面2線的港灣式月台。在車站大樓西邊設有連接市內線聯絡線，該聯絡線上設有1面1線的月台與預製組件建成的候車室。曾經此站設有1線貨運專用側線。在1966年（昭和41年）4月結束貨物業務後便撤走。
射水線設施在廢線於1986年8月至9月撤走。截至1997年（平成9年），車站大樓遺址變成停車場。截至2006年（平成18年），車站大樓遺址繼續成為當地企業的停車場。而較低處的月台遺址變成了道路和住宅區。截至2010年（平成22年），該處變成了高層住宅與富山大橋工程的物資放置場。

## 電車站周邊
- 豐田汽車富山（日语：トヨタモビリティ富山） G廣場五福店(舊:富山TOYOPET G廣場福山本店)
- 神通川
- 富山五福Alice購物中心
  - 玩具反斗城、寶寶反斗城（日语：ベビーザらス）富山店
- 富山縣立富山商業高等學校
- 富山縣立富山工業高等學校（日语：富山県立富山工業高等学校）
- 富山縣水墨美術館（日语：富山県水墨美術館）
- 富山縣道7號富山八尾線（日语：富山県道7号富山八尾線）
- 富山縣道56號富山環狀線（日语：富山県道56号富山環状線）

## 相鄰電車站
富山地方鐵道
富山軌道線（吳羽線）
安野屋（C20）－豐田汽車富山 G廣場五福前（五福末廣町）（C21）－富山大學前（C22）

### 曾經存在的路線
富山地方鐵道
射水線
新富山－富山北口

## 注腳
1. 1 2 3  青山郁子(2015年2月4日). “路面電車:来月、新駅乗り入れ 新幹線開業日から 運行本数を10本程度増便”. 毎日新聞 (毎日新聞社)
2. ↑  .   [2021年4月19日]. （原始内容存档于2021年3月5日） （日语）.
3. 1 2  雜誌《鐵道模型趣味》（機藝出版社）1981年3月號56頁。
4. ↑  「富山地鉄 来月14日以降の市電ダイヤ発表」北日本新聞 2015年（平成27年）2月3日23面
5. 1 2  . 京都新聞. 2020-03-13  [2020-03-22]. （原始内容存档于2020-03-22） （日语）.
6. ↑   (PDF) (新闻稿). 学校法人立命館／京福電気鉄道. 2020-03-13  [2020-03-22]. （原始内容 (PDF)存档于2020-03-13） （日语）.
7. ↑  . 富山トヨペット.   [2020-04-10]. （原始内容存档于2020-02-22） （日语）.
8. 1 2  . 富山地方鉄道.   [2021-01-01]. （原始内容存档于2020-12-30） （日语）.
9. ↑  . 富山新聞. 2021-03-20  [2021-03-20]. （原始内容存档于2021-03-20） （日语）.
10. ↑  今尾惠介（監）. . 新潮社. 2008: 36. ISBN 978-4107900241 （日语）.
11. ↑  1920年2月11日付大阪朝日新聞 北陸版 （页面存档备份，存于）（日語）（神戶大學附屬圖書館新聞記事文庫）
12. 1 2  今尾惠介（監）. . 新潮社. 2008: 36. ISBN 978-4107900241 （日语）.
13. ↑  《富山地方鉄道50年史》（昭和58年3月28日，富山地方鐵道株式會社發行）402頁
14. ↑  富山地方鉄道（編）. . 富山地方鉄道. 1979: 175 （日语）.
15. ↑  富山地方鐵道株式會社編《富山地方鉄道五十年史》，1983年（昭和58年）3月，富山地方鐵道
16. 1 2  富山地方鉄道（編）. . 富山地方鉄道. 1979: 176 （日语）.
17. ↑  書籍《Rm Library 107 富山地鉄笹津・射水線》（著：服部重敬，Neko出版，2008年）33頁。
18. 1 2  富山地方鉄道（編）. . 富山地方鉄道. 1979: 177 （日语）.
19. ↑  富山地方鉄道（編）. . 富山地方鉄道. 1979: 177 （日语）.
20. ↑  今尾惠介（監）. . 新潮社. 2008: 35. ISBN 978-4107900241 （日语）.
21. ↑  北日本新聞 1986年9月6日付朝刊19面
22. ↑  「富山地鉄 来月14日以降の市電ダイヤ発表」北日本新聞 2015年（平成27年）2月3日23面
23. ↑  書籍《鉄道廃線跡を歩くIII》（JTB出版，1997年）108頁。
24. ↑  書籍《富山廃線紀行》（著：草卓人，桂書房，2008年）61頁
25. ↑  書籍《新 消えた轍 7 北陸》（著：寺田裕一，Neko出版，2010年）52頁。

## 外部連結
- 豐田汽車富山_G廣場五福前（五福末廣町） 市內電車 時間預定表PDF（日語） - 富山地方鐵道